# 国民议会 (科特迪瓦)
国民议会（法語：Assemblée nationale）是科特迪瓦两院制国家立法机关议会的下议院，由255名议员组成。议员通过普遍直接选举产生，任期5年。现任国民议会主席是紀堯姆·索羅。